# 23858 Ambrosesoehn
23858 Ambrosesoehn là một tiểu hành tinh vành đai chính với chu kỳ quỹ đạo là 1643.0178587 ngày (4.50 năm).
Nó được phát hiện ngày 14 tháng 9 năm 1998.